# Cadempino
Cadempino est une commune suisse du canton du Tessin, située dans le district de Lugano.

Vue aérienne (1964).